# Sistema del Jitu
El sistema del Jitu es un conjunto de cavidades, de origen kárstico, situado en el macizo del Cornión dentro de los Picos de Europa en los concejos asturianos de Onís y de Cabrales.
La sima de entrada superior se localiza cerca de la majada y refugio de Vega de Ario. Esta sima es la tercera más grande de los Picos detrás de la de Sistema del Cerro del Cuevón, Trave y la número 38 del mundo con una altura del sifón principal de 1135 m. Finaliza en un colector terminal de dos kilómetros que se abre a la cueva de Culiembru, en el río Cares y sobre la cota de 420 m, más de mil cien metros (1264m) por debajo de la entrada superior del sistema.
El desarrollo total conocido es de unos diez kilómetros y la entrada se localiza en la collada de El Jitu, entre Vega de Ario y el picu Jultayu a 1652 m de altitud. El complejo de cuevas tiene una longitud de ocho kilómetros.
Como dato curioso se puede indicar el descubrimiento de un nuevo género y especie de diplópodo, «Asturasoma fowleri».
Fue declarado monumento natural el 13 de marzo de 2003.